# Macon, Mississippi
Macon là một thành phố thuộc quận Noxubee, tiểu bang Mississippi, Hoa Kỳ. Năm 2010, dân số của thành phố này là 2 768 người.

## Dân số
- Dân số năm 2000: 2 997 người.
- Dân số năm 2010: 2 768 người.